# Pisarewszczyzna
Pisarewszczyzna (biał. Пісараўшчына, Pisarauszczyna; ros. Писаревщина, Pisariewszczina) – wieś na Białorusi, w obwodzie mińskim, w rejonie dzierżyńskim, w sielsowiecie Stańków.
Współcześnie w skład miejscowości wchodzi także dawna wieś Abrezańszczyzna.

## Historia
W XIX i w początkach XX w. zaścianek Pisarewszczyzna i wieś Abrezańszczyzna położone były w Rosji, w guberni mińskiej, w powiecie mińskim, w gminie Kojdanów.
Po I wojnie światowej pod administracją polską, w Zarządzie Cywilnym Ziem Wschodnich, w okręgu mińskim, w powiecie mińskim, w gminie Kojdanów.
W wyniku postanowień traktatu ryskiego znalazły się w granicach Związku Sowieckiego. W latach 1932–1937 w Polskim Rejonie Narodowym im. Feliksa Dzierżyńskiego. Od 1991 w niepodległej Białorusi.